# Mont-Saint-Grégoire
Mont-Saint-Grégoire è un comune del Canada, situato nella provincia del Québec, nella regione di Montérégie.